# Épineux-le-Seguin
Épineux-le-Seguin è un comune francese di 215 abitanti situato nel dipartimento della Mayenne nella regione dei Paesi della Loira.

## Società

### Evoluzione demografica
Abitanti censiti